# ワクチン・検査パッケージ
ワクチン・検査パッケージ制度（ワクチンけんさパッケージせいど）は、新型コロナウイルスワクチンの2回接種済証明書かPCR検査での陰性証明書の提示を条件に行動制限の緩和を認めることにより、社会経済活動の再開を図ることを目的とする日本国政府による経済政策である。

## 概要
2021年9月3日、新型コロナウイルス感染症対策分科会でワクチンを2回接種した人等の行動制限を緩和する案が議論された。提言では、ワクチンの2回接種が済んでいるか、PCR検査で陰性となった人は感染させるリスクが低いとして、行動制限を緩和する「ワクチン・検査パッケージ制度」を社会経済活動の再開を目指す首相官邸の強い意向も踏まえて、提言案を取りまとめた。
活用される例としては県境を越える出張や旅行、全国各地から人が集まる大規模イベント、大人数での会食等を対象項目とし、ワクチンの希望者が行き渡った11月に導入されたが、ワクチンの2回接種では感染予防効果が十分でないとされるオミクロン株の感染が急拡大したため、2022年1月から運用を原則停止している。
2022年2月25日、新型コロナウイルス感染症対策分科会は、「ワクチン・検査パッケージ」に代わる新たな行動制限緩和策「ワクチン/検査制度」（仮称）の検討に着手した。　